# Baltic Cup 1935
Baltic Cup 1935 – turniej towarzyski Baltic Cup 1935, odbył się w dniach 20 - 22 sierpnia 1935 roku w stolicy Estonii Tallinnie. W turnieju tradycyjnie wzięły udział trzy zespoły: drużyna gospodarzy, Litwy i Łotwy.

## Mecze
| 20 sierpnia |  | Estonia | 1 | - | 2 | Litwa |

| 21 sierpnia |  | Litwa | 2 | - | 2 | Łotwa |

| 22 sierpnia |  | Estonia | 1 | - | 1 | Łotwa |

## Końcowa tabela
| M | Reprezentacja | L.m. | Zw. | Rem. | Por. | Bramki | R.br. | Pkt |
| 1 | Litwa         | 2    | 1   | 1    | 0    | 4:3    | +1    | 3   |
| 2 | Łotwa         | 2    | 0   | 2    | 0    | 3:3    | 0     | 2   |
| 3 | Estonia       | 2    | 0   | 1    | 1    | 2:3    | -1    | 1   |

Triumfatorem turnieju Baltic Cup 1935 został zespół Litwy.